# Gregorio Araneta
Gregorio Araneta y Soriano, político, abogado, empresario y patriota filipino (Iloílo 19 de abril de 1869 - Manila 8 de mayo de 1930).

## Biografía política
Se licenció en derecho en la Universidad de Santo Tomás de Manila, y comenzó a trabajar como pasante en el bufete de don José Ycaza. Nombrado registrador en el distrito del sur de Manila, más tarde actuó como fiscal en la Audiencia de Manila.
Abogado prominente, defendió a Francisco Roxas de la acusación de financiación al Katipunan. 
Actuó como secretario en el Congreso de Malolos que promulgó la primera constitución filipina. (Constitución de Malolos)
En noviembre de 1898 fue nombrado miembro del comité encargado de la misión ante países extranjeros para el reconocimiento de la República Filipina. Posteriormente fue nombrado Ministro de Justicia.
Tras el Tratado de París en enero de 1899, volvió a Manila, donde se entregó a los americanos, actuando como colaboracionista.
Fue nombrado por los americanos miembro de la Audiencia de Manila, junto con Cayetano Arellano, Florentino Torres, Manuel Araullo, Julio Llorente y Dionisio Chanco. 
En 1908 fue elegido Secretario de Justicia y de Finanzas. 
En 1913, tras presentarse al Senado, sin conseguir la elección se retiró de la vida política.
Fue profesor de Derecho en la Universidad de Santo Tomás (Filipinas)